# Borovniški viadukt
Borovniški viadukt je nekdanji železniški viadukt, ki se je od leta 1856 dvigal nad borovniško dolino na progi Dunaj - Ljubljana - Trst. Že v času gradnje in še nekaj desetletij kasneje je veljal za največji zidani premostitveni objekt v Evropi. Dolg je bil 561 metrov in visok 38 metrov. Dela na objektu, ki ga je načrtoval Carl von Ghega, so se pričela leta 1850, dokončana pa so bila avgusta 1856, ko je prvi vlak poskusno zapeljal čezenj.
Zidan je bil v dveh nadstropjih; prvo je sestavljalo 22 obokov, drugo, zgornje pa 25 obokov. Objekt je slonel na 24 stebrih iz klesanega kamna, ki so stali na lesenih pilotih, zabitih v  barjanska tla. Oboki so bili narejeni iz opeke. Borovniški viadukt je dokončal Giacomo Ceconi, ki je bil na čelu delavcev iz svoje rodne vasi (blizu mesta Pielungo, današnja severna Italija. Zgradil je tudi Bohinjski predor in predor Arlberg.
Pri gradnji je bilo porabljenih 28.000 m³ lomljenega kamna, pet milijonov opek in 28.000 m³ kvadrov.
Pred drugo svetovno vojno je bil viadukt že v slabem stanju. Voda, ki je desetletja pronicala v viadukt, je razrahljala opeke, hrastovi piloti, na katerih je slonel, so začeli trohneti, tako da se je ves objekt pričel počasi posedati. Vlaki so zato morali pri vožnji čezenj voziti z zmanjšano hitrostjo 5 km/h.
Takoj na začetku vojne aprila 1941 je umikajoča se jugoslovanska vojska del mostu razstrelila, a so na manjkajočem delu viadukta italijanski okupatorji postavili železen premostitveni most. Po umiku Italijanov so Nemci zaradi nevarnosti vse večjega števila letalskih napadov preventivno zgradili obvozno progo mimo viadukta.
Po zadnjem močnem letalskem zavezniškem bombardiranju leta 1944 deloma zrušenega viadukta niso več obnovili.
Železniška proga je bila leta 1947 preusmerjena na obronke borovniške doline, ki jo proga danes obvozi. Preostali del viadukta so postopoma do leta 1950 porušili.
Od mogočnega viadukta se je do danes ohranil le en steber, ki stoji sredi naselja.

## Galerija
- Gradnja viadukta leta 1855
- Potek želežniške proge preko borovniškega viadukta
- Borovniški viadukt
- Izvirni načrt Carla von Ghege iz leta 1850